# 山猪殃殃
山猪殃殃（学名：Galium pseudoasprellum）为茜草科拉拉藤属下的一个种。

## 扩展阅读
維基物種上的相關：山猪殃殃